# Сан Стефано
Вижте пояснителната страница за други значения на Сан Стефано.
Сан Стефано (на латински: San Stefano; на гръцки: Άγιος Στέφανος, Агиос Стефанос, Айос Стефанос) след 1926 година Йешилкьой (на турски: Yeşilköy) е квартал в община Бакъркьой (Макри) в илче Казличешме на беледие Зейтин борун от вилает Истанбул, Турция. Непосредствено граничи със старото международно летище, разположен е при езерото Кючукчекмедже на брега на Мраморно море на около 10 km западно от историческия център на Истанбул. Допреди бързото разрастване на агломерацията през 70-те години на ХХ век селището е малко вилно и рибарско предградие с пристанище.

## История
Името на селището - Агиос Стефанос на гръцки, латинизирано като Сан Стефано, произлиза от легендата, че във византийските времена корабът, превозващ мощите на Свети Стефан от Константинопол за Рим, бил принуден да се прислони тук заради бурята, мощите му били подслонени в църквата на рибарското селище докато морето се успокои. Така останало името на църквата и на селото. В предградието има три църкви посветени на Свети Стефан – православна, римокатолическа и арменска.
През 1203 година армията на Четвъртия кръстоносен поход акостира на брега на Сан Стефано, за да превземе година по-късно Константинопол.
По време на Кримската война, тук са разположени френските сили.
Сан Стефано е селището, където русите спират настъплението си и завършва Руско-турската освободителна война (1877 – 1878), тук Русия и Османската империя подписват на 19 февруари (стар стил) / 3 март (нов стил) Санстефанския мирен договор, освободил българите от османско владичество и възстановил Българската държава.
През 1912 г., по време на Балканската война, хиляди турски войници се разболяват от холера и са доведени в Сан Стефано. Около 3000 от тях умират и са погребани близо до гарата.
До началото на XX век селото е християнско – населено с арменци и гърци, След Арменския геноцид, осъществен от турците в края на XIX и началото на XX век, арменското население изчезва, а след Гръцко-турската война (1919 – 1922) и гърците са изселени в Гърция. През 1926 г. селището е прекръстено на Йешилкьой (Зелено село) според приетото в Турция законодателство, налагащо всеки населен пункт да е с турско име.
Сан Стефано е център на Деркоска епархия на Цариградската патриаршия.

## Други
На Сан Стефано е наречена улица в Центъра на София (Карта).